# Дівчинка з риб'ячим хвостом
«Дівчинка з риб'ячим хвостом» — український анімаційний фільм режисера Сергія Мельниченка. 15-хвилинний фільм знятий студією «Червоний собака» за фінансової підтримки Державного агентства України з питань кіно.

## Про фільм
Одного разу ви можете стати дівчинкою з риб'ячим хвостом. Ви можете мандрувати в світі своїх емоцій наче в казці. Історія про подорож в таємничий внутрішній світ кожної людини.
Англійська назва "Fish-tailed Girl".